# Buda (gmina Răchitoasa)
Buda – wieś w Rumunii, w okręgu Bacău, w gminie Răchitoasa. W 2011 roku liczyła 312 mieszkańców.